# Нікольська селищна територіальна громада
Нікольська селищна територіальна громада — територіальна громада в Україні, на території Маріупольського району Донецької області. Адміністративний центр — селище Микільське. Не зважаючи на перейменування адміністративного центру, територіальна громада не була перейменована, оскільки наразі відсутні правові підстави і механізми для перейменування територіальних громад.
Утворена 12 червня 2020 року.

## Населені пункти
До складу громади входить 2 селища (Лісне та Микільське) та 25 сіл:
- Бергталь
- Веселе
- Домаха
- Зелений Яр
- Кальчинівка
- Криничне
- Ксенівка
- Лугове
- Малинівка
- Назарівка
- Новогригорівка
- Новороманівка
- Новоянисоль
- Паннівка
- Садове
- Свято-Покровське
- Сергіївка
- Степове
- Суженка
- Темрюк
- Тополине
- Українка
- Федорівка
- Шевченко
- Ямбург